# Liste der Bodendenkmäler in Niederfüllbach
Auf dieser Seite sind die Bodendenkmäler in der oberfränkischen Gemeinde Niederfüllbach zusammengestellt. Diese Tabelle ist eine Teilliste der Liste der Bodendenkmäler in Bayern. Grundlage ist die Bayerische Denkmalliste, die auf Basis des Bayerischen Denkmalschutzgesetzes vom 1. Oktober 1973 erstmals erstellt wurde und seither durch das Bayerische Landesamt für Denkmalpflege geführt wird. Die folgenden Angaben ersetzen nicht die rechtsverbindliche Auskunft der Denkmalschutzbehörde.

## Bodendenkmäler der Gemeinde

### Bodendenkmäler in der Gemarkung Niederfüllbach
| Lage                                      | Objekt | Akten-Nr.     | Bild                          |
| ----------------------------------------- | --- | ------------- | ----------------------------- |
| Niederfüllbach (Standort)                 | Mittelalterlicher Turmhügel. Siehe auch: Turmhügel Niederfüllbach                                                                             | D-4-5731-0034 |                               |
| Niederfüllbach Schloßstraße 9 (Standort)  | Vorgängerbauten sowie Befunde des Mittelalters und der frühen Neuzeit im Bereich von Schloss Niederfüllbach.                                  | D-4-5731-1043 | Vorgängerbauten sowie Befunde |
| Niederfüllbach Schloßstraße 11 (Standort) | Befunde der frühen Neuzeit im Bereich der evangelisch-lutherischen Pfarrkirche von Niederfüllbach. Siehe auch: Schlosskirche (Niederfüllbach) | D-4-5731-1044 | weitere Bilder                |